# Tour della nazionale maschile di rugby a 15 del Galles 2007
Tra le edizioni della Coppa del Mondo di rugby del 2003 e 2007, la nazionale gallese di rugby a 15 vive anni pieni di alti e bassi come dimostrano i quattro allenatori che si sono succeduti sulla panchina.
Dopo il mondiale, Steve Hansen che ha risollevato la squadra dopo il disastroso Sei Nazioni 2003, lascia la squadra dopo l'edizione del 2004, chiusa al quarto posto. Se ne va per diventare il vice di Graham Henry, nuovo coach della Nuova Zelanda.
Gli succede il Gallese Mike Ruddock che guida i "dragoni" ad un confortante tour, ma soprattutto li porta alla conquista del Grande Slam nel Sei Nazioni 2005 . Il clima di serenità però dura poco e Ruddock lascia la squadra dopo due partite del Sei Nazioni 2006 ufficialmente per problemi famigliari. Ad interim la squadra viene affidata a Scott Johnson, neozelandese già nello staff.
A giugno 2006 arriva Gareth Jenkins che non riuscirà a risollevare la squadra con un quinto posto nel Sei Nazioni 2007 e soprattutto l'eliminazione al primo turno alla Coppa del Mondo di rugby 2007 ad opera di Figi.
Quello del 2007 in Australia, è l'ultimo tour prima dei mondiali. Nel primo match l'Australia schiera una squadra con molti giocatori nuovi o in posizione non abituale ed i Gallesi sfiorano l'impresa. In questo match Gareth Thomas conquista il record di 93 presenze in nazionale.

I gallesi si portano in vantaggio addirittura per 17-0. Tre mete di Wycliff Palu, Nathan Sharpe e Matt Giteau portano avanti l'Australia nel secondo tempo per 22-20 prima che il Galles torni a condurre grazie ad un "drop" di James Hook. La vittoria sfugge ai gallesi in extremis, quando Gareth Cooper sbaglia un calcio in touche all'ultimo minuto e gli Australiani lanciano in meta Stephen Hoiles per il sorpasso.
Nel secondo match invece, vengono travolti dalla squadra titolare australiana.
| Sydney 26 maggio 2007 | Australia | 29 – 23 | Galles |  |

| Sydney 2 giugno 2007 | Australia | 31 – 0 | Galles |  |